# Dankeskirche (Halbe)

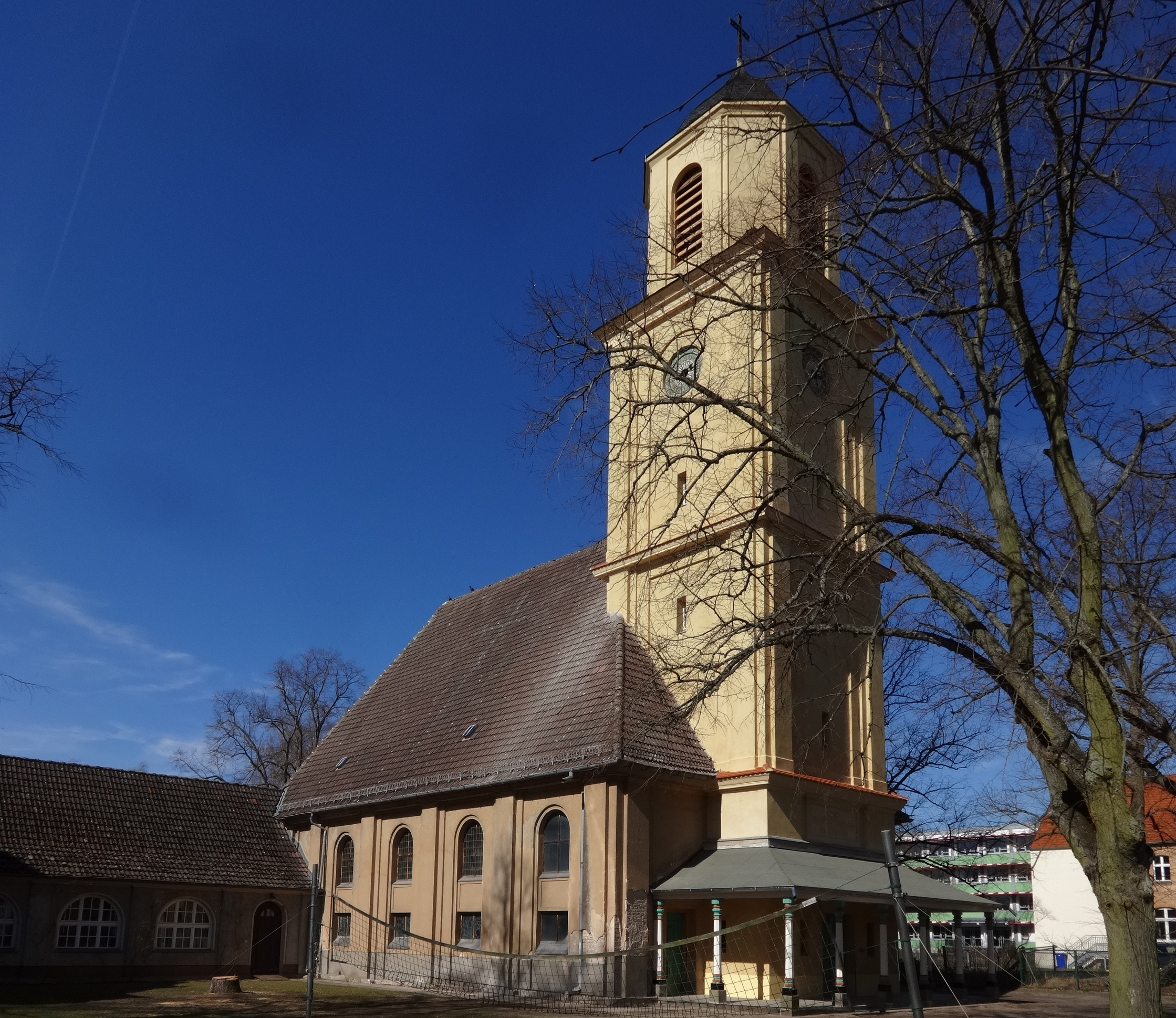
Dankeskirche in Halbe

Die evangelische Dankeskirche ist eine denkmalgeschützte Saalkirche im Stil des späten Historismus mit Elementen des Heimatstils aus dem 20. Jahrhundert in Halbe, einer Gemeinde im Landkreis Dahme-Spreewald in Brandenburg. Die zugehörige Kirchengemeinde gehört zum Pfarrsprengel Märkisch Buchholz-Halbe-Oderin im Kirchenkreis Zossen-Fläming der Evangelischen Kirche Berlin-Brandenburg-schlesische Oberlausitz.

## Baugeschichte

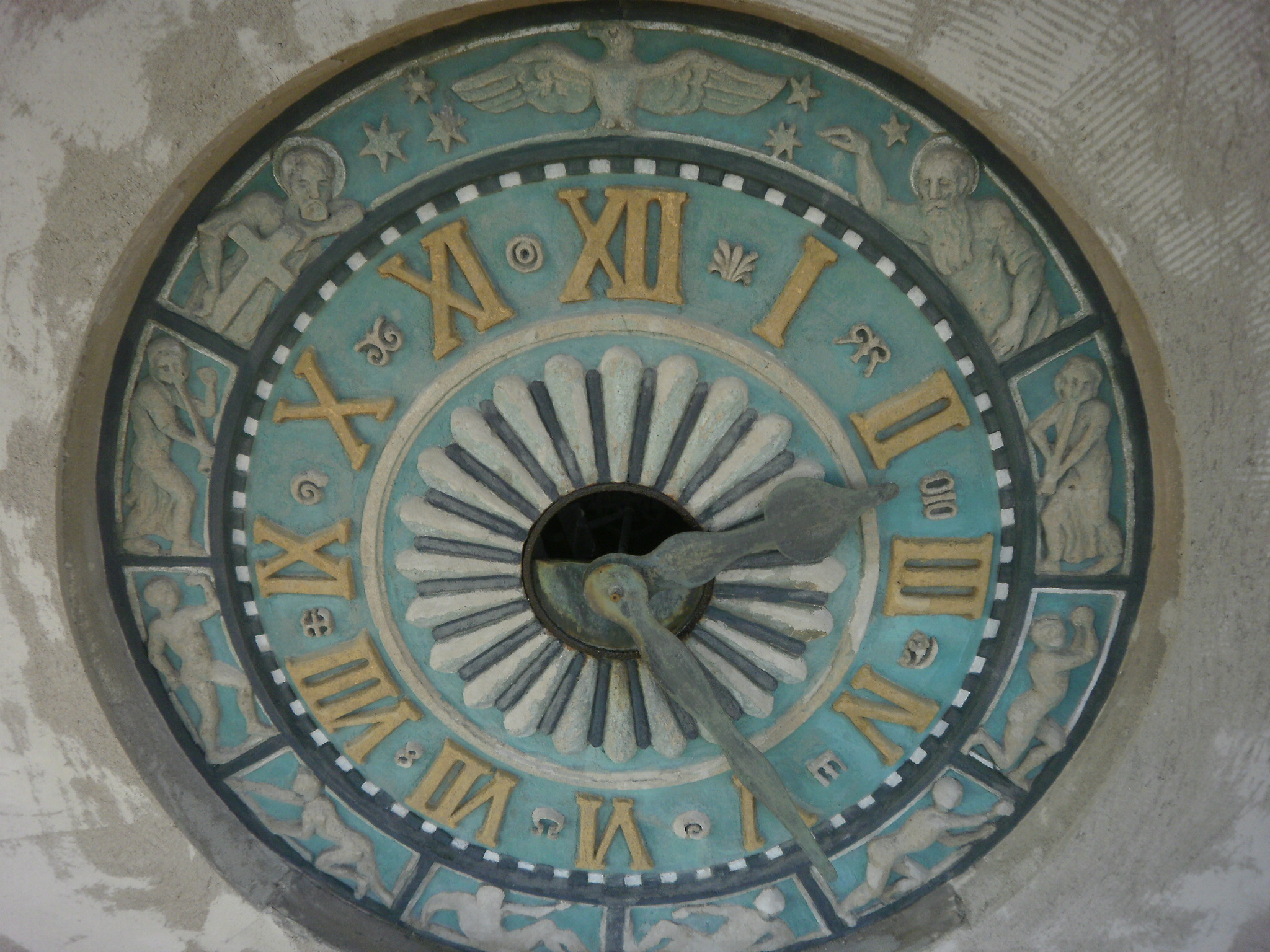
2015 restauriertes Ziffernblatt auf der Ostseite des Kirchturms

Halbe wurde erstmals am 22. Juli 1546 in einem Lehnsbrief des Kurfürsten an derer von Landsberg erwähnt. Diese märkische und Lausitzer Adelsfamilie hatte ihren Sitz in einer Burg im benachbarten Teupitz, von der aus die Christianisierung des Umlandes erfolgte. Die Familie unterstützte die Reformation – unter anderem auch auf Grund der Tatsache, dass ihr Kirchenpatronat weiter bestand. Sie beriefen daher als ersten evangelischen Pfarrer Simon Sinapius, einen Schüler Philipp Melanchthons ins Pfarramt nach Teupitz, zu dem auch neun umliegende Dörfer gehörten, darunter von 1543 bis 1740 auch Halbe. Die Bewohner unterstützten den Pfarrer durch Zahlung je einer Fuhre Brennholz, die Kötter zahlten drei Pfennige. 1740 wurde Halbe auf Grund einer Königlichen Kabinettsorder von 1736 zum Königlichen Amt in Buchholz eingepfarrt; zum Gottesdienst gingen die Halber Gläubigen daher ab 1753 nicht mehr nach Teupitz, sondern über den Jungfernweg in die benachbarte Dorfkirche in Buchholz. Dennoch kam in der Bevölkerung der Wunsch auf, einen eigenen Sakralbau zu errichten.
Dieses Bauvorhaben ist eng mit dem wirtschaftlichen Aufschwung in der Region verbunden. In Halbe entstanden in der Mitte des 19. Jahrhunderts mehrere Ziegeleien, die Baumaterial ins stark wachsende Berlin lieferten. Hinzu kamen einige Holz verarbeitende Betriebe, die aus den Wäldern rund um Halbe über die neue Bahnstrecke Berlin–Görlitz ihre Güter transportieren konnten. Innerhalb von 35 Jahren verdreifachte sich die Bevölkerung in Halbe: Wohnten 1875 nur 426 Einwohner in dem Ort, waren es 1910 bereits 1221. Hinzu kamen bis zu 800 Saisonarbeiter, darunter viele Katholiken. Sie erreichten, dass das zuständige Erzbistum Breslau 5.500 m² Bauland für eine römisch-katholische Kirche erwarb. Die Regierung in Potsdam verhinderte jedoch gemeinsam mit dem Superintendenten Schumann und dem Landrat Ernst von Stubenrauch das Projekt. Der Bau einer evangelischen Kirche wurde hingegen unterstützt.
Am 22. März 1901 gründete sich auf Initiative des Pfarrers Schlegedahl ein Kirchenbauverein, der jedoch nur 190 Mark einsammeln konnte. Schlegedahls Nachfolger, Pfarrer Neuhaus, gelang es durch neue Sammlungen und Spenden schließlich, die veranschlagte Bausumme von 115.000 Mark einzuwerben. Die Grundsteinlegung erfolgte am 7. Oktober 1912 unter der Leitung des Berliner Architekten Curt Steinberg; das Richtfest fand am 28. Mai 1913 statt. Ein knappes Jahr später, am 22. März 1914 weihte die Gemeinde das Bauwerk ein. Sie erhielt dabei eine finanzielle Unterstützung von Viktoria Margarete von Preußen, Ehefrau von Heinrich XXXIII. Reuß zu Köstritz. Pfarrer Neuhaus erhielt für seine Bemühungen den Roten Adlerorden 4. Klasse, Curt Steinberg den Königlichen Kronen-Orden 4. Klasse, der Gemeindevorsteher Drassdo das Allgemeine Ehrenzeichen sowie der Kirchenälteste Hanecke die Rote Adlerorden-Medaille. Am 5. Dezember 1928 verfügte das Konsistorium der Mark Brandenburg die Errichtung der evangelischen Kirchengemeinde Halbe im Kirchenkreis Königs Wusterhusen, die acht Tage später genehmigt wurde.
Im Zweiten Weltkrieg wurde die Kirche bei den Kampfhandlungen im Kessel von Halbe beschädigt, die Turmspitze komplett zerstört. Zwei Jahre später baute die Kirchengemeinde das Bauwerk wieder auf, wobei sie den Turm einkürzte und auf die Wiederherstellung des ursprünglichen Zustandes verzichtete. Die beiden Glocken stammen aus der Glockengießerei in Apolda und konnten Anfang der 1950er Jahre aus dem Glockenfriedhof in Hamburg zurückgeholt werden. Die ursprünglich farbenprächtige Ausmalung wich einer schlichten Gestaltung mit unterschiedlichen Grautönen. Übermalt wurde dabei auch eine Darstellung von Jesus Christus sowie der Verklärung des Herrn in der Mitte des Tonnengewölbes. Die Kapitelle der Emporen wurden ebenfalls vereinfacht ausgeführt. An der Nordseite des Kirchenschiffs entstand in Höhe des Chores eine Gedenknische für die Gefallenen der Weltkriege. Die erneute Kirchweihe fand am 12. April 1953 statt. 2008 stellte das Land Brandenburg das Bauwerk unter Denkmalschutz. Zur gleichen Zeit gründete sich ein Förderverein, der sich seither um die Instandsetzung der Kirche kümmert. Zum 100-jährigen Jubiläum hielt der Bischof der Evangelischen Kirche Berlin-Brandenburg-schlesische Oberlausitz, Markus Dröge, am 28. September 2014 einen Jubiläumsgottesdienst in der Kirche. 2015 wurde der Turm der Kirche mit Hilfe von Spendengeldern restauriert. Nachdem auch die denkmalgerechte Sanierung des Gemeindezentrums abgeschlossen werden konnte, feierte die Kirchengemeinde am 10. Oktober 2021 einen Festgottesdienst. Neben der Nutzung durch die Gemeinde können nun auch Freizeiten für Jugendliche in dem Gebäude stattfinden.

## Architektur

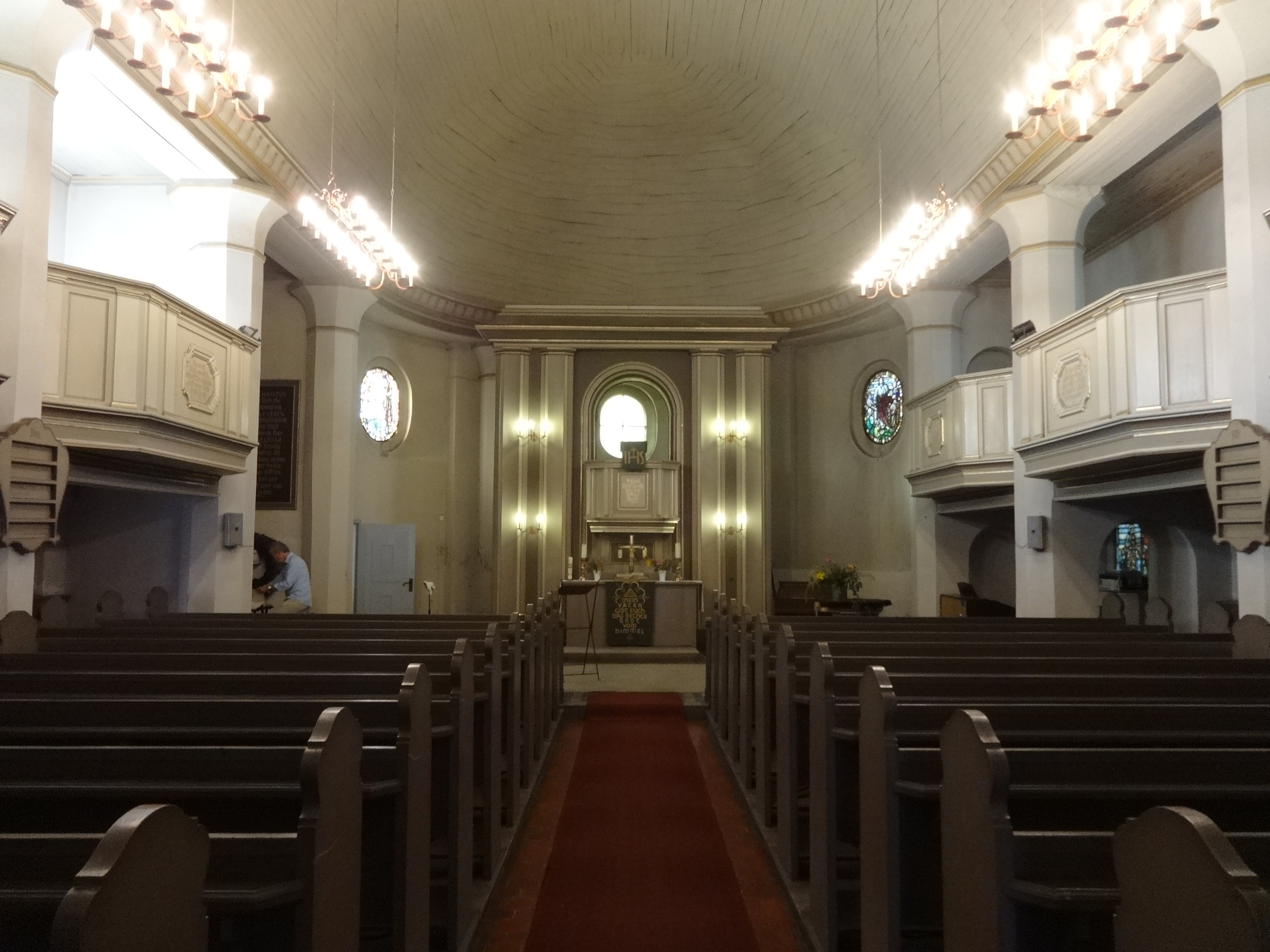
Blick ins Kirchenschiff Richtung Apsis

Die Saalkirche wurde aus Mauerziegeln im Stil des Neobarock errichtet und mit einem schlichten Putz versehen. Das Kirchenschiff ist an seinen beiden Längsseiten mit je vier rundbogigen Fenstern versehen, unter den sich jeweils ein weiteres, rechteckiges Fenster befindet. Die einzelnen Segmente sind mit Lisenen gegliedert. Der Chor ist halbrund und eingezogen. Dort sind drei ovale Fenster. Auf der gegenüberliegenden Seite befindet sich der Westturm, der an seinen Ecken ebenfalls mit Lisenen gegliedert ist. Je ein Gesims trennt die insgesamt drei Stockwerke voneinander ab. An allen vier Seiten befindet sich eine Kirchturmuhr mit einem weißen, teilweise noch aus der Bauzeit stammenden und reich mit Tierkreiszeichen verzierten Ziffernblatt und schwarzen Zeigern. Daran schließt sich das obere Geschoss an, in dem sich ebenfalls vier rundbogige Klangarkaden befinden. Das Dach schließt mit einer Kugel und einem Kreuz ab. Das Westportal ist durch einen halbumlaufenden Säulengang vergrößert. Darüber befindet sich als Inschrift Ps 100,4 : Gehet / zu seinen Toren ein / mit Danken. Dieser Psalm war auch namensgebend für das Bauwerk. An die Kirche schließt sich in südlicher Richtung ein Pfarrhaus mit einem Gemeindesaal an. Das Ensemble reiht sich somit in die für die Zeit typischen Gruppenbauten ein, bei der die Kirche mit dem Pfarrhaus und weiteren Gemeinderäumen eine Baugruppe bildet. Dies sparte Kosten und Zeit durch kurze Verbindungswege.

## Ausstattung

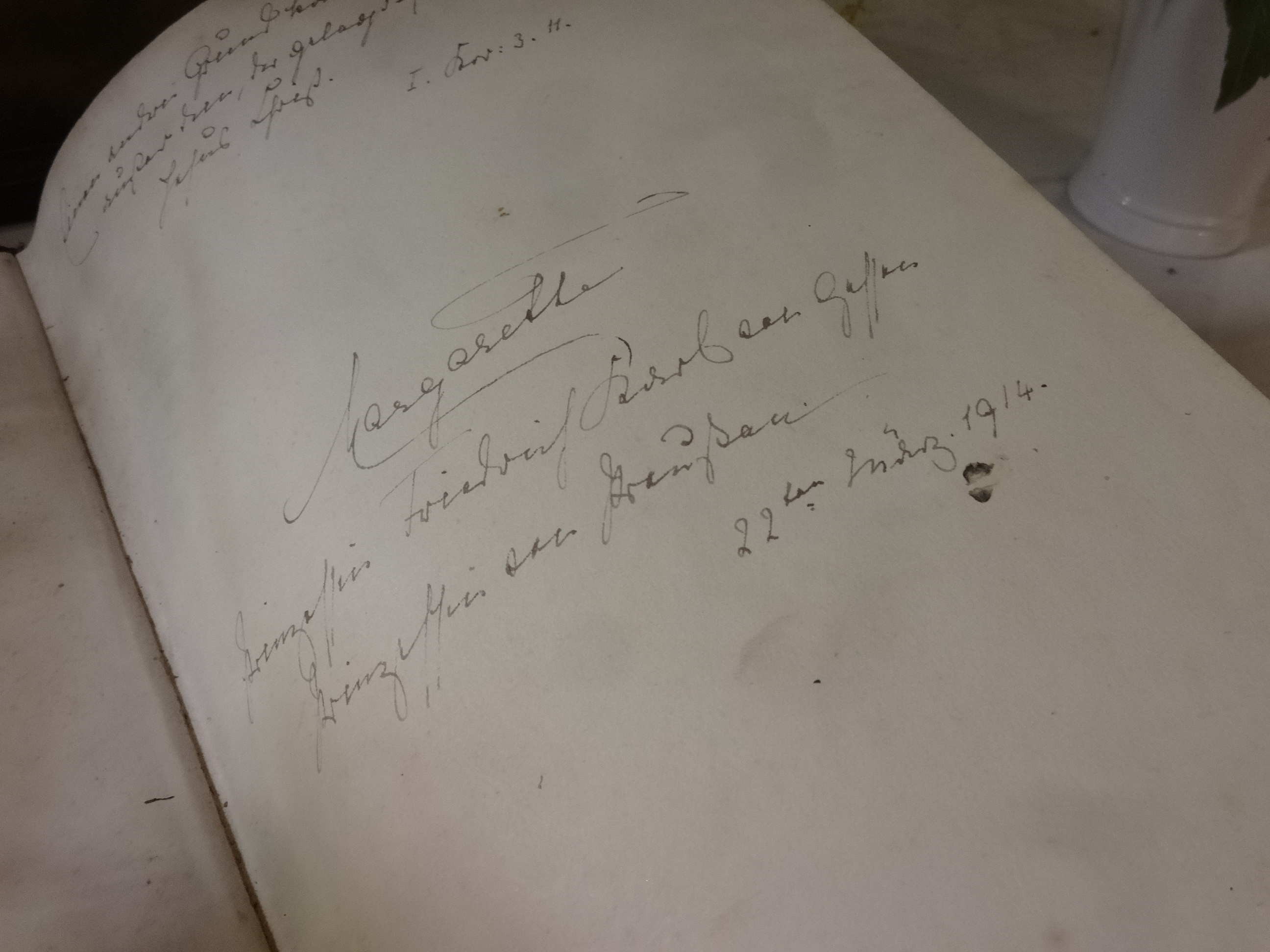
Altarbibel mit Widmung von Margarete von Preußen

Im neuklassizistisch-neobarock gestalteten Innenraum mit 450 Sitzplätzen dominieren ein hölzernes Tonnengewölbe sowie eine mit Kassetten verzierte Hufeisenempore. An den beiden hinteren Pfeilern der Orgelempore sind Reste der ursprünglichen Ausmalung erhalten geblieben. Sie zeigen Szenen aus dem Garten Eden sowie Figuren aus der Reformation.
Der Kanzelaltar stammt aus der Bauzeit der Kirche und ist als Ädikula ausgeführt. Zwei Doppelsäulen umrahmen den mit einer Kassette verzierten Korb. Die Glasfenster stammen aus der Werkstatt des königlichen Hoflieferanten J. Schmidt. Bislang ist unklar, wie viele Bilder ursprünglich verbaut wurden. Ein anlässlich der Kirchweihe erschienener Artikel im Teltower Kreisblatt aus dem Jahr 1914 spricht von zehn unterschiedlichen Fenstern, während ein Bericht des Brandenburgischen Amtes für Denkmalpflege aus dem Jahr 2008 von insgesamt elf Kunstwerken berichtet. Die ersten vier erhalten gebliebenen Bilder auf der rechten Seite des Kirchenschiffs zeigen Szenen aus der Bibel, beispielsweise Maria und Martha aus dem Lukas-Evangelium; ein häufig behandeltes Sujet in der Malerei des 16. Jahrhunderts. Weitere Themen sind der Hauptmann von Kafarnaum oder der Zinsgroschen aus dem Matthäus-Evangelium im Kapitel 17, Verse 24 bis 27. Ein ovales Bild zeigt Christus gemeinsam mit Zachäus und ist eine Stiftung der Witwe des einstigen Oberpredigers Wernicke. Auf der linken Seite werden die Begrifflichkeiten Gerechtigkeit, Friede und Freude dargestellt. Es fehlt vermutlich ein Bild vom Gleichnis des Verlorenen Sohns, gefolgt von einem vorhandenen Oval, das die büßende Maria Magdalena zeigt.
Zur weiteren Ausstattung gehört eine Altarbibel mit einer Widmung von Margarete von Preußen sowie einem Zitat aus dem 1. Brief des Paulus an die Korinther (3,11): „Einen anderen Grund kann niemand legen, außer dem, der gelegt ist welcher ist Jesus Christus“. Zu den liturgischen Geräten zählen ein Kelch, der vom Gemeindevorsteher Drassdo gestiftet wurde, sowie eine Weinkanne und eine Hostienschale.
1952 entstand im Chorbereich eine Gedenknische mit einem überlebensgroßen Kruzifix und zwei Gedenktafeln für die Menschen, die im Umkreis von Halbe am Ende des Zweiten Weltkrieges ums Leben gekommen sind.
Die Sauer-Orgel wurde mit den für die damalige Zeit modernen Taschenladen ausgeführt, die jedoch – wie sich später herausstellte – einen konstruktiven Mangel mit sich brachten. Da die Ventilbälge aus Ziegenleder mit zunehmender Alterung spröde werden und reißen, brachte diese Ausführung einen hohen Wartungsaufwand mit sich. Das Instrument war im Jahr 2014 auf Grund eines defekten Hauptluftbalgs nur mit Hilfe eines Handblasebalgs spielbar wurde bis 2022 instand gesetzt. Das Instrument ist im Jahr 2022 wieder spielbar. Allerdings soll die in der Nachkriegszeit veränderte Disposition wieder rückgängig gemacht werden.